# Mount Gulaga
Der 806 Meter hohe Mount Gulaga (früher Mount Dromedary genannt) ist einer der höchsten Berge an der Südküste von New South Wales in Australien. 
Am Fuß des vulkanischen Berges liegt der kleine Ort Tilba im Gulaga-Nationalpark.
Der Mount Gulaga ist für die Aborigines der Yuin bedeutend und stellt die Mutterfigur in ihrer Mythologie dar.
Die ersten Europäer, die den Berg sichteten, waren die Männer von James Cook auf der HMS Endeavour am 21. Mai 1770. Cook nannte ihn Mount Dromedary, weil er ihn an den Rücken eines Kamels erinnerte.
Auf den Mount Gulaga führt ein Weg, der 1894 von Goldsuchern angelegt wurde. Von Tilba führt ein 14 Kilometer langer Wanderweg auf den Gipfel. Der Vulkan entstand vor 100 Millionen Jahren und war etwa ursprünglich 3000 Meter hoch.